# Clematis 'Comtesse de Bouchaud'
Clematis 'Comtesse de Bouchaud' — крупноцветковый сорт клематиса (ломоноса). Используется в качестве вьющегося декоративного садового растения.
Здоровый, обильноцветущий сорт, назван в честь жены графа Bouchaud.

## Описание сорта
Высота 2—4 метра. Цепляется за опоры листовыми черешками.
Листья тройчатые.
Цветки 10—15 см в диаметре.
Листочки околоцветника (4—) 6 (—8), сиренево-розовые, волнистые.
Пыльники кремово-белые.
Сроки цветения: июнь-июль, август-сентябрь.

## Агротехника
Группа обрезки: 3 (обрезаются над 2—3 парой почек (20—50 см) от земли).
Зона морозостойкости: 4—9.
Подходит для выращивания у ограждений, стен, беседок, решёток. Может карабкаться по натуральным опорам, напр. небольшим деревьям и кустарникам. Особенно хорош для выращивания в больших контейнерах на террасах и балконах, для покрытия ограждений..